# Mathias Malzieu
Mathias Malzieu (Montpellier, 16 de abril de 1974) es un escritor, director de cine y cantante francés de la banda francesa Dionysos.

## Biografía
Creció y pasó su adolescencia en Valence. Quería jugar tenis y tomar el lugar de su ídolo John McEnroe, pero un accidente lo hizo cambiar de opinión. Durante su convalecencia comenzó a escribir canciones mientras tocaba su guitarra. Fue entonces cuando se le unieron tres de sus amigos y compañeros del liceo (Éric Serra-Tosio, Mickael Poyo y Guillerme Garidel), con quienes formó el grupo Dionysos en 1993. La cantante y violinista Babet se unió a ellos en 1997.
En 2007 colabora con el cantante Jean Guidoni al escribirle una canción titulada "Oh loup!". En ese mismo año también participa en la producción del álbum Tout n'est plus si noir... de la banda de rock francesa Weepers Circus, tocando el ukulele en una canción. También escribió canciones y coprodujo álbumes musicales para otros intérpretes, entre los que se encuentran Olivia Ruiz y Cali. 
En 2010 hizo una aparición en la película Gainsburg (vida de un héroe) de Joann Sfar, en la que interpreta a un músico de Serge Gainsburg durante la canción Nazi Rock, junto a sus compañeros de Dionysos. 
Además de los numerosos discos y conciertos con su grupo, escribió una colección de cuentos en 2003 (38 mini westerns con fantasmas) y cuatro novelas: La alargada sombra del amor (2005) fue escrita después de la muerte de su madre y en honor a su hermana Lisa, e inspira el álbum Monsters in Love. En 2007 publica La mecánica del corazón, acompañado del álbum musical con el mismo nombre. En 2011 escribe el libro Metamorfosis en el cielo, el cual inspira algunas de las canciones del álbum Bird 'n' Roll (2012) de Dionysos, seguida de El beso más pequeño (2013). 
El 27 de enero de 2016 publica el libro Diario de un vampiro en pijama, así como el álbum Vampire en pyjama junto a su banda.

## Vida personal
Malzieu mantuvo una relación con la cantante francesa Olivia Ruiz de 2005 a 2011.
En 2013, Mathias sufrió una anemia aplásica y se vio obligado a someterse a un trasplante de médula ósea. Durante su hospitalización escribió un diario, que en el 2016 se publicaría bajo el título Diario de un vampiro en pijama, así como las canciones del álbum Vampire en pyjama. Malzieu escribió su diario en la habitación del hospital. Ese diario es el 80% del libro que finalmente ha publicado. “Es una aventura en la que explico el reto de salvar mi vida, y mis sentimientos. El protagonista no es la enfermedad sino el arsenal que uno pone en marcha para combatirla, el amor filial, el amor de pareja, el amor de los amigos, el del personal médico, el humor, la creatividad
”.
1. ↑  «La alegría de ser libre». Consultado el 6 de diciembre de 2017.
2. ↑  «Dionysos - cielensauce.com - L'histoire de Babet». www.cielensauce.com. Archivado desde el original el 6 de diciembre de 2017. Consultado el 6 de diciembre de 2017.
3. ↑  «Olivia Ruiz : Avec Mathias Malzieu, nous sommes séparés depuis un an» (en francés). Consultado el 6 de diciembre de 2017.
4. ↑  Davet, Stéphane (22 de enero de 2016). «Mathias Malzieu, la création dans le sang». Le Monde.fr (en francés). ISSN 1950-6244. Consultado el 6 de diciembre de 2017.

## Libros
- 38 mini westerns con fantasmas. (Título original: 38 Mini westerns avec des fantômes) 2003.
- La alargada sombra del amor. (Título original: Maintenant qu'il fait tout le temps nuit sur toi). 2010.
- La mecánica del corazón. (Título original: La mécanique du cœur) 2007.
- Metamorfosis en el cielo. (Título original: Métamorphose en Bord de ciel) 2011.
- El beso más pequeño. (Título original: Le Plus Petit Baiser Jamais Recensé) 2013.
- Diario de un vampiro en pijama. (Título original: Journal d'un vampire en pyjama) 2016.
- Una sirena en Paris. (Título original: Une sirène à Paris) 2020.

## Discografía con Dionysos
- 1996: Happening Songs
- 1998: The Sun Is Blue Like the Eggs in Winter
- 1999:  Haïku
- 1999: Western sous la neige
- 2005: Monsters in Love
- 2007: La Mecánique du cœur
- 2012: Bird 'n' Roll
- 2016: Vampire en pyjama

## Películas
En 2013 se estrenó la película Jack y la mecánica del corazón, basada en su libro La mecánica del corazón, producida por Luc Besson y codirigida por Mathias Malzieu y Stephanie Berla. Al igual que en el álbum homónimo, Mathias prestó su voz para el personaje principal, Jack.
En marzo de 2020 se estrenó la película Una Sirena en París bajo la empresa de Sonic Productions.  